# Roberto Bisconti
Roberto Bisconti (Montegnée, 21 juli 1973) is een Belgisch voetballer en ex-Rode Duivel, Die vooral bekend staat door zijn verschillende periodes bij Standard Luik, Bisconti heeft Italiaanse roots en speelde enkele jaren in de Ligue 1.

## Clubcarrière
Roberto Bisconti maakte zijn profdebuut op 23 februari 1992 in een met 0-1 gewonnen bekermatch tegen Eendracht Aalst waar hij na 75 minuten inviel voor Patrick Asselman. Bisconti behoorde tot dezelfde generatie als de beruchte "drie musketiers" Régis Genaux, Michaël Goossens en Philippe Léonard. Deze jongelingen maakten deel uit van een sterk Standard in de jaren 90 dat echter niet kampioen kon worden, maar wel twee keer vice-kampioen werd. Bisconti speelde in totaal in vier verschillende periodes voor Standard, zijn eerste periode voor Les Rouches was van 1991 tot 1997, tijdens 1995/96 werd hij voor een seizoen uitgeleend aan RFC Seraing. In 1997/98 speelde hij voor 1 seizoen bij Serie B-club AC Monza, dit was echter weer op huurbasis. Van 1998 tot 2000 speelde Bisconti terug voor Standard. In 2000 ruilde hij Standard in voor Sporting Charleroi, hier speelde hij echter ook maar voor 1 seizoen. Hierna trok hij naar Aberdeen FC, waar hij het wéér maar 1 jaar vol hield. In 2003 stond Roemenië op de planning bij Bisconti zijn mini-wereldreis, om precies te zijn Rapid Boekarest, in 2004 ging hij terug naar het vertrouwde net in Luik, waar hij na een jaar al weer weg was. 
In de zomer van 2004 trok hij naar OGC Nice, in de Ligue 1. In de zomer van 2006 werd zijn contract ontbonden. In oktober 2006 tekende hij bij EA Guingamp. In 2007 trok Bisconti op 33-jarige leeftijd naar Panthrakikos Komotini, Griekenland. Anderhalf jaar later kwam er een einde aan Bisconti zijn buitenlandse tour toen hij tekende voor CS Visé. een half jaar later tekende hij voor RFC Sérésien. In 2010 ging hij naar Cité Sport. Een jaar later stopte hij voor 4 maanden definitief met voetballen, totdat hij in november 2011 tot de zomer van 2012 aan de slag ging bij derde provincialer Esneux Sport, de club werd 10de waardoor het niet degradeerde naar het laagste voetbalniveau in België. Wat Bisconti tussen 2012 en 2018 deed is onbekend. In juli 2018 werd wel bekendgemaakt dat Bisconti aan de slag ging bij RFC Bressoux, weer een club uit derde provinciale die dat seizoen 14de werd, 3 punten boven de degradatiestreep. Of Bisconti nog voetballend actief is, is niet bekend.

## Interlandcarrière
In tegenstelling tot de drie musketiers werd Bisconti pas op latere leeftijd (30 jaar, tijdens zijn vierde periode bij Standard Luik) voor het eerst opgeroepen voor de Belgische nationale ploeg door bondscoach Aimé Anthuenis. Op 18 februari 2004 mocht hij bij zijn eerste selectie invallen voor Walter Baseggio in een vriendschappelijke wedstrijd tegen Frankrijk (0-2 nederlaag).
Hij werd een vaste waarde onder Antheunis op het Belgische middenveld in de voorronde voor het WK 2006. België wist zich echter niet te kwalificeren, waardoor Bisconti en ook Philippe Léonard hun laatste kans op een WK zagen verloren gaan. Bisconti haalde uiteindelijk 13 caps uit 15 selecties. Zijn laatste wedstrijd speelde hij in de met 8-0 gewonnen match tegen San Marino op 7 september 2005.

## Carrière
| seizoen   | club                 | land        | wedstrijden | doelpunten | competitie              |
| --------- | -------------------- | ----------- | ----------- | ---------- | ----------------------- |
| 1991/92   | Standard Luik        | België      | 3           | 0          | Jupiler League          |
| 1992/93   | Standard Luik        | België      | 9           | 1          | Jupiler League          |
| 1993/94   | Standard Luik        | België      | 24          | 3          | Jupiler League          |
| 1994/95   | Standard Luik        | België      | 27          | 2          | Jupiler League          |
| 1995/96   | RFC Seraing          | België      | 20          | 2          | Jupiler League          |
| 1996/97   | Standard Luik        | België      | 27          | 1          | Jupiler League          |
| 1997/98   | Standard Luik        | België      | 1           | 0          | Jupiler League          |
| 1997/98   | Monza Calcio         | Italië      | 18          | 1          | Serie B                 |
| 1998/99   | Standard Luik        | België      | 10          | 3          | Jupiler League          |
| 1999/2000 | Standard Luik        | België      | 13          | 1          | Jupiler League          |
| 2000/01   | Sporting Charleroi   | België      | 17          | 0          | Jupiler League          |
| 2001/02   | Aberdeen FC          | Schotland   | 31          | 1          | Scottish Premier League |
| 2002/03   | Aberdeen FC          | Schotland   | 11          | 0          | Scottish Premier League |
| 2002/03   | Rapid Boekarest      | Roemenië    | 8           | 0          | Liga 1                  |
| 2003/04   | Standard Luik        | België      | 25          | 0          | Jupiler League          |
| 2004/05   | Standard Luik        | België      | 3           | 0          | Jupiler League          |
| 2004/05   | Olympique Nice       | Frankrijk   | 24          | 0          | Ligue 1                 |
| 2005/06   | Olympique Nice       | Frankrijk   | 8           | 0          | Ligue 1                 |
| 2006/07   | En Avant de Guingamp | Frankrijk   | 23          | 1          | Ligue 2                 |
| 2007/08   | geen club            |             |             |            |                         |
| 2008/09   | Panthrakikos         | Griekenland | ?           | ?          | Super League            |
| 2008/09   | CS Visé              | België      | ?           | ?          | Derde Klasse B          |
| 2009/10   | RFC Sérésien         | België      | ?           | ?          | Vierde Klasse D         |
| Totaal    |                      |             | 297         | 16         |                         |

° Enkel competitiewedstrijden in de statistieken opgenomen

## Erelijst
- Winnaar Beker van België met Standard Luik in 1993
- Verliezend finalist Beker van België met Standard Luik in 1999 en 2000
- Vice-kampioen Belgische eerste klasse met Standard Luik in 1992/93, 1994/95
- Landskampioen Liga 1 met Rapid Boekarest in 2002/03
- 13 A-Caps voor de Belgische nationale ploeg (15 selecties in de periode 2004-2005)